# Carlos Chagas (ilustrador)
Carlos Chagas é um ilustrador e quadrinista brasileiro, considerado um dos notórios capistas do Brasil. Algumas de suas influências são os americanos Norman Rockwell e Andrew Loomis e o brasileiro José Luiz Benicio. Seus trabalhos incluem capas para mais de 100 edições da revista Mad, além de outras revistas de humor como Pancada,versão brasileira da revista Cracked, que foi publicada pela Editora Abril e Klik da EBAL.

## Obras

Em 1995 Carlos Chagas ilustrou a capa do livro A Farsa Ianomâmi, obra escrita pelo coronel brasileiro Carlos Alberto Lima Menna Barreto e que afirma, sem evidências ou respaldo na literatura científica, que a existência dos povos Yanomami é uma farsa.

Para a Rio Gráfica Editora, produziu capas para a revista 3ª Geração, a revista era um spin-off da revista Kripta e trazia histórias de ficção científica e fantasia da Marvel Comics e da revista underground Witzend. Na Vecchi, a primeira editora da Mad no país, tambem pintou capas da revista de terror Spektro.
Em 1976, no Diário de Noticias, ilustrou uma tira do Capitão AZA, personagem interpetado na televisão por Wilson Vianna, a tira teve roteiros de Cláudio Almeida. Chagas também produziu artes para as caixas dos produtos de modelismo da Revell. Há registros ainda de inúmeros anúncios, capas de livros, revistas e farto material sobre exércitos produzido para diversos países.

## Leituras adicionais
- GOIDA; KLEINERT, André. Enciclopédia dos Quadrinhos. Porto Alegre: L&PM, 2011. p. 93.